# Vizslás-patak
Vizslás-patak är ett vattendrag i Ungern.   Det ligger i provinsen Nógrád, i den norra delen av landet, 80 km nordost om huvudstaden Budapest.